# Oenothera affinis
Oenothera affinis é uma espécie de planta com flor pertencente à família Onagraceae. 
A autoridade científica da espécie é Cambess., tendo sido publicada em Flora Brasiliae Meridionalis (quarto ed.) 2(17): 269. 1829.

## Portugal
Trata-se de uma espécie presente no território português, nomeadamente em Portugal Continental e no Arquipélago dos Açores.
Em termos de naturalidade é introduzida nas duas regiões atrás indicadas.

## Protecção
Não se encontra protegida por legislação portuguesa ou da Comunidade Europeia.